# Clayton Rohner
Clayton Montague Rohner (* 5. August 1957 in Palo Alto, Kalifornien) ist ein US-amerikanischer Schauspieler.

## Leben
Clayton Rohner besuchte das Whitman College in Walla Walla (Washington), wo er einen Bachelor-Abschluss in Theaterwissenschaften machte.
Seine Karriere als Darsteller begann Anfang der 1980er-Jahre. Größere Bekanntheit erlangte Rohner durch seine Rolle als Rick Morehouse in der Komödie „Just One of the Guys“ (1985). Außerdem hatte er Rollen in verschiedenen Serien, so in Polizeirevier Hill Street (1981–1984), Miami Vice (1986), L.A. Law (1987), Akte X (1999) und Bones (2006).
Daneben trat er in Filmen wie Destroyer (1988), BAT-21 – Mitten im Feuer (1988) und Das Relikt (1997) auf. Zuletzt war er unter anderem 2003 in Coronado und 2005 in Formosa zu sehen.
Rohner war zeitweilig mit der Schauspielerin Mia Sara liiert. Er lebt und arbeitet in Los Angeles.

## Filmografie
- 1981–1984: Polizeirevier Hill Street (Hill Street Blues, Fernsehserie, fünf Folgen)
- 1982: Desperate Lives (Fernsehfilm)
- 1983: T. J. Hooker (Fernsehserie, Folge 2x12 Verbrechen durch Alkohol)
- 1983: Das kleine Superhirn (The Kid with the 200 I.Q., Fernsehfilm)
- 1985: Als Junge ist sie Spitze (Just One of the Guys)
- 1986: Miami Vice (Fernsehserie, Folge 2x13 Absolut Miami)
- 1986: Die Horror-Party (April Fool’s Day)
- 1986: Hummeln im Hintern (Modern Girls)
- 1987: Der Hitchhiker (The Hitchhiker, Fernsehserie, Folge 4x06 Giftvisionen)
- 1987: P.I. Private Investigations
- 1987: L.A. Law – Staranwälte, Tricks, Prozesse (L.A. Law, Fernsehserie, Folge 2x07 Der Streit der Zuckerbäcker)
- 1988: Raumschiff Enterprise – Das nächste Jahrhundert (Star Trek: The Next Generation, Fernsehserie, Folge 1x16 Die Entscheidung des Admirals)
- 1988: Schatten des Todes (Destroyer)
- 1988: BAT-21 – Mitten im Feuer (Bat*21)
- 1988: Police Story: Ein Haus voller Polizisten (Police Story: Monster Manor, Fernsehfilm)
- 1989: Tödliche Gier (Deadly Intent, Videospielfilm)
- 1989: I, Madman
- 1990: Nightwish – Out of Control (Nightwish)
- 1990: Snow Kill
- 1990: E.a.R.t.H. Force: Das Eliteteam (E.A.R.T.H. Force, Fernsehserie, Folge 1x01 Das Eliteteam)
- 1992: Los gusanos no llevan bufanda
- 1994: Augenblicke des Todes (Caroline at Midnight)
- 1994: Beverly Hills, 90210 (Fernsehserie, Folge 5x10 Die Träume des Dylan McKay)
- 1995: New York Cops – NYPD Blue (NYPD Blue, Fernsehserie, Folge 2x20 Hochzeitsvorbereitungen)
- 1995: Das Zeitexperiment (W.E.I.R.D. World, Fernsehfilm)
- 1996: Naked Souls
- 1996–1997: Murder One (Fernsehserie, 18 Folgen 2x01-2x18)
- 1997: Das Relikt (The Relic)
- 1998: Jagd auf Marlowe (Where’s Marlowe?)
- 1998: Little Girl Fly Away (Fernsehfilm)
- 1998: L.A. Doctors (Fernsehserie, zwei Folgen)
- 1998: Manchmal kommen sie wieder 3 (Sometimes They Come Back... for More, Videospielfilm)
- 1999: Akte X – Die unheimlichen Fälle des FBI (The X Files, Fernsehserie, Folge 6x08 Der Regenmacher)
- 1999–2000: G vs E (Fernsehserie, 22 Folgen 1x01-2x11)
- 2000: Border Patrol (Fernsehfilm)
- 2000: Charmed – Zauberhafte Hexen (Charmed, Fernsehserie, Folge 2x10 Mitten ins Herz)
- 2001: Jack & Jill (Fernsehserie, drei Folgen)
- 2001: The Big Day
- 2001: CSI: Den Tätern auf der Spur (CSI: Crime Scene Investigation, Fernsehserie, Folge 2x12 Scherbenhaufen)
- 2002: Angel – Jäger der Finsternis (Angel, Fernsehserie, Folge 4x03 Die Bank gewinnt immer)
- 2003: Crossing Jordan – Pathologin mit Profil (Crossing Jordan, Fernsehserie, Folge 2x16 Tödlicher Qualm)
- 2003: Coronado
- 2004: Jake 2.0 (Fernsehserie, Folge 1x15 Totgeglaubte leben länger)
- 2005: Formosa
- 2005: Into the West – In den Westen (Into the West, Fernsehserie, Folge 1x04 Das eiserne Pferd)
- 2005: Weeds – Kleine Deals unter Nachbarn (Weeds, Fernsehserie, Folge 1x01 Bärenjagd)
- 2006: Bones – Die Knochenjägerin (Bones, Fernsehserie, Folge 1x17 Der Schädel in der Wüste)
- 2006: Blood Waves (Trespassers)
- 2006–2007: Day Break (Fernsehserie, fünf Folgen)
- 2007: Marlowe (Fernsehfilm)
- 2008: The Essence of Depp
- 2009: Shrink – Nur nicht die Nerven verlieren (Shrink)
- 2009: Emergency Room – Die Notaufnahme (ER, Fernsehserie, Folge 15x22 Zu guter Letzt …)
- 2009: The Mentalist (Fernsehserie, Folge 1x22 Die Axt im Walde)
- 2009: Dollhouse (Fernsehserie, zwei Folgen)
- 2009: Castle (Fernsehserie, Folge 2x07 Berühmte letzte Worte)
- 2010: Burn Notice (Fernsehserie, Folge 4x04 Breach of Faith)
- 2011: Borderline Murder – Schönheit um jeden Preis (Borderline Murder, Fernsehfilm)
- 2015: The Human Centipede III (Final Sequence) (Fernsehfilm)
- 2019: Mope